# Madrague
Pour les articles homonymes, voir Madrague (homonymie).
 (août 2022).
Si vous disposez d'ouvrages ou d'articles de référence ou si vous connaissez des sites web de qualité traitant du thème abordé ici, merci de compléter l'article en donnant les références utiles à sa vérifiabilité et en les liant à la section « Notes et références ».

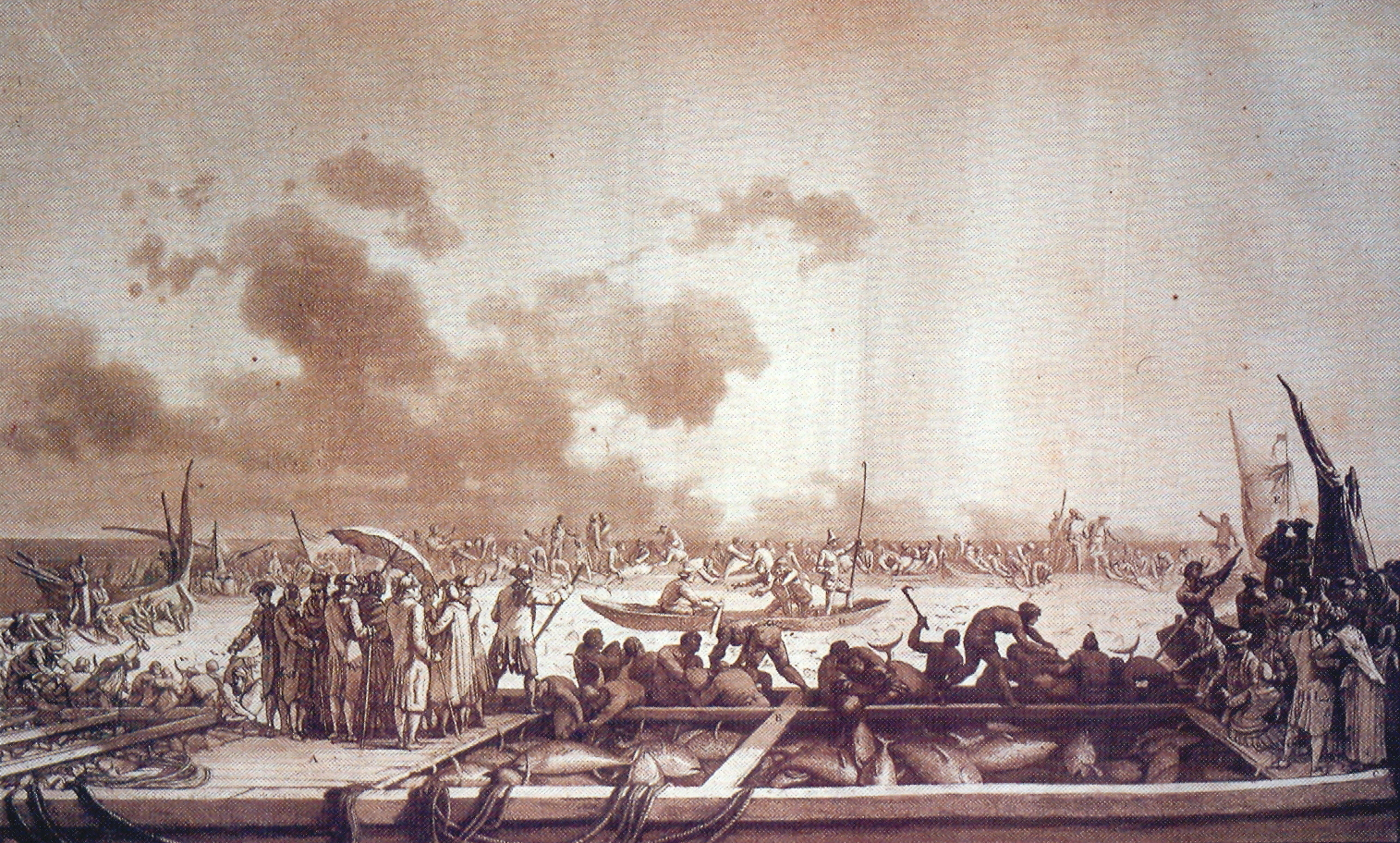
La pêche du thon en Sicile
eau-forte de Jean-Pierre Houël, 1782.

Une madrague est un dispositif traditionnel de pêche aux thons formé de filets de pêche fixes.
Il est conçu pour la pêche de poissons migrant régulièrement en longeant certaines côtes, en particulier des thons rouges ; mais elle peut aussi capturer d’autres espèces passant dans cette zone : germon, bonite, espadon.
Le thon rouge est un très bon nageur ; les jeunes, grégaires, se mêlent en banc à d’autres scombridae de même taille. Les immatures se tiennent en eaux chaudes, les adultes pénètrent en eaux froides pour se nourrir.
La méthode s'appelle almadraba en Espagne ou almadrava et almadraba en Catalogne et  tonnara en Italie.

## Étymologie
Louis-Jean Calvet fait l'hypothèse que cette technique de pêche est d'origine phénicienne, amenée en Méditerranée occidentale par les Phocéens, vers le VIe siècle av. J.-C. et propose une étymologie de ce mot, du phénicien à l'espagnol, au catalan et au portugais par l'arabe madraba (lieu où l'on frappe) ou mazraba (lieu où l'on réunit, enceinte) sur le côté sud de la Méditerranée et l'italien mattanza pour la technique et tonnara pour le lieu où elle se pratique. Cette technique a pris un autre nom dans la partie nord de la Méditerranée avec le turc dalyan, le grec moderne possède deux mots pour désigner la madrague, dalyani, venant du turc, et thunneio qui est l'équivalent de thonier et qui a dû donner le mot italien tonnara. L'origine de dalyani n'a pas d'explication.
- madrague vient du mot arabe tdarrague (se cacher), madrague (abri), l'madrague (l'abri), (en mer : abri de pêche) :
  - Non loin d'Alger, existe un petit port appelé actuellement El Djamila (commune Ain Benian), ancienne appellation avant la colonisation française ; l'madrague, qui veut dire simplement abri de pêche, a été maintenue à l'arrivée des français comme
  - Brigitte Bardot a pris pour appellation de sa résidence à Saint-Tropez le nom du petit port La Madrague non loin d'Alger où elle a séjourné pendant la guerre d'Algérie.

- Le terme madrague, madrago en provençal, vient probablement de l’hispano-arabe madraba (lieu, endroit où l'on frappe), ainsi que l’indique le Trésor de la langue française (TLF)[2].

- En créole, (préciser quelle variante créole) un madragueur (ou maldragueur) désigne quelqu'un qui parle beaucoup sans jamais faire ce qu'il dit. Une autre définition dit qu’un madragueur est un coureur de jupons.

## Histoire
Cette pêche côtière artisanale, mais qui nécessite des moyens et de l’organisation, a été pratiquée en Méditerranée depuis l’Antiquité par les Grecs et les Phéniciens, au moment de la migration des thons vers - et au retour - des lieux de ponte.
Les Phéniciens fabriquaient déjà des madragues en joncs, puis en sparteries, auffes, chanvre et coton, trempées dans une décoction d’écorces de pin et de chêne, tanins dont le mélange en allongeait la durée de vie.
Les Phocéens ont vraisemblablement apporté avec eux cette technique de pêche lors de la colonisation grecque en Méditerranée occidentale, au VIe siècle av. J.-C.. Ces déplacements, pendant lesquels les thons marchent contre les courants, étaient déjà connus du temps d’Aristote qui en a clairement indiqué les principales lignes.
De nombreuses madragues ont perduré sur la côte méditerranéenne de France (madragues de Giens, Marseille, de Niolon (Nioulon), de Sausset, de Gignac (Ginas), de Carry, Saint-Tropez, etc.) jusqu’au début du XXe siècle; elles relevaient souvent d’un privilège détenu par les seigneurs locaux. Les anciennes cartes de la baie de Marseille telle la "Nouvelle carte du golfe de Marseille" dessinée par Jacques Ayrouard en 1736,  permettent de recenser mais aussi observer le dispositif, son encombrement et sa mise en place. 
Les pêcheurs locaux étaient en général hostiles aux madragues, qui leur interdisaient de pêcher dans la zone du filet, et dont l’exploitation était soumise au bon plaisir du Roi, dont il fallait obtenir des lettres patentes délivrées contre rémunération en argent, ou encore, contre un prélèvement sur la production. De par ce privilège, le «patron» d’une madrague était souvent surnommé le Roy (lou Rey en provençal).
La pêche à la madrague, sous la pression des pêcheurs et en raison des privilèges qui y étaient attachés, a été interdite en France à partir de 1851, et trois seulement subsistaient en 1894.
Elle se pratique encore de nos jours au printemps et en été, lors de la migration des bancs, notamment au large des côtes de l'Andalousie, au Maroc notamment sur le détroit de Gibraltar, en Sicile et en Tunisie.
En observant la disposition et l’orientation des anciennes madragues fixes en Méditerranée (côtes françaises ou nord-africaines), on a pu déterminer le sens de migration de ces poissons (dans le sens inverse des aiguilles d’une montre) : en effet, l’entrée du sas est ouvert du côté est sur les côtes françaises et du côté ouest sur les côtes africaines.
Les pêcheurs amateurs de thon « à la traîne » ont pu observer qu'en remontant leur prise à bord, le poisson accroché à la ligne décrivait toujours des cercles dans le sens inverse des aiguilles d'une montre (voir plus haut "migration").

## Technique

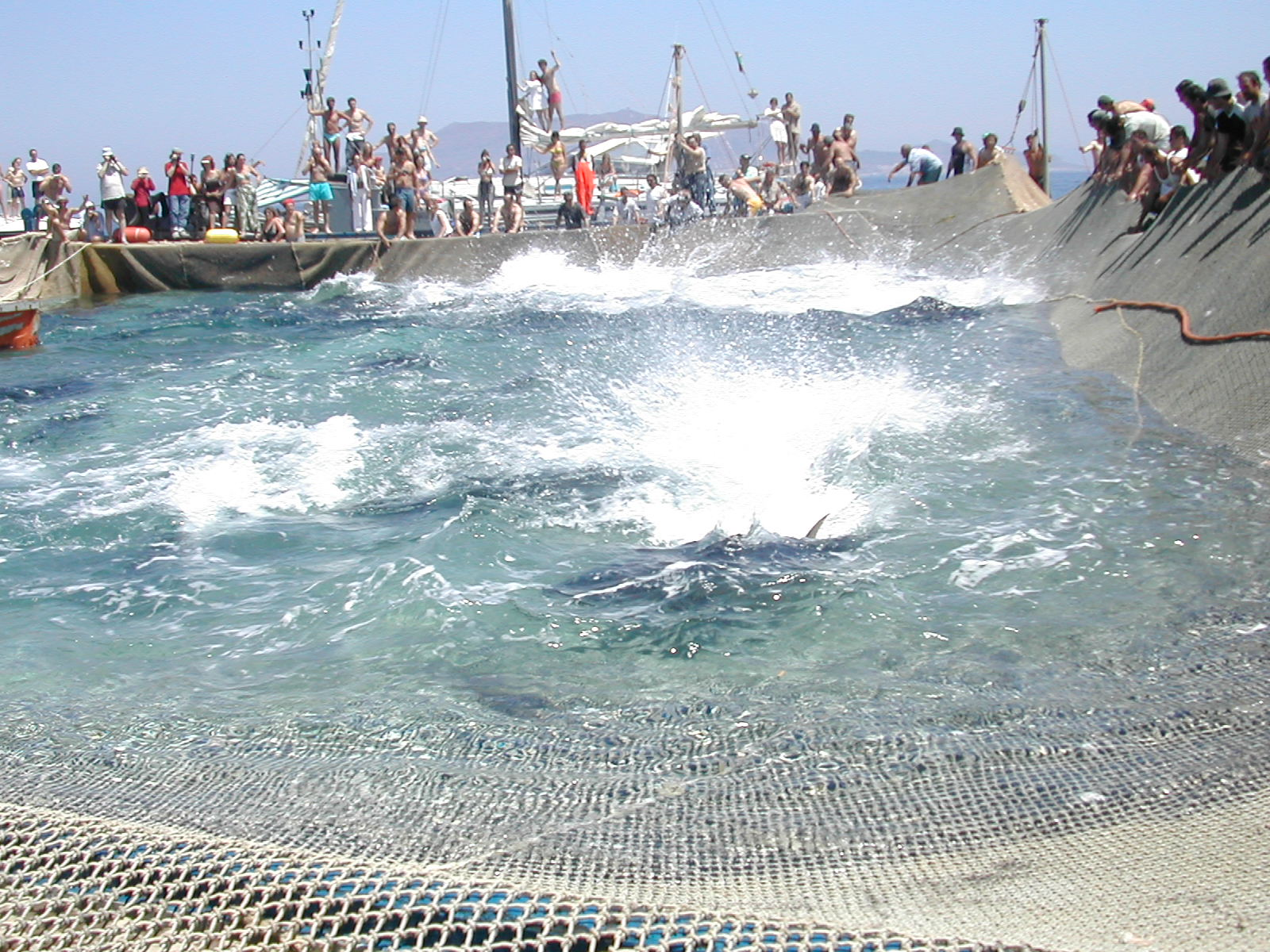
Mattanza à Favignana (Sicile) en 2002.

La madrague est une technique de pêche au thon rouge traditionnelle en Méditerranée. Elle consiste à piéger des bancs de poissons au cours de leurs migrations le long des côtes. Des filets de grandes dimensions sont disposés de manière à former un piège à étages successifs, et à diriger et rassembler les thons vers la «chambre de mort». Les filets sont ancrés au fond et retenus en surface par des flotteurs. Lorsque des poissons sont pris, des bateaux viennent se placer tout autour de la chambre de mort, puis les filets sont relevés progressivement de manière à resserrer les thons sur quelques mètres carrés, pour en permettre la mise à mort (mattanza  en italien).

### Cinéma
- Carlos Velo, cinéaste mexicain d'origine espagnole, a réalisé un documentaire entièrement consacré à la pêche au thon traditionnelle dans le golfe de Cadix, Almadrabas (1935)
- Roberto Rossellini, dans son film Stromboli (1950), a mis en scène une telle pêche.